# Xã Florence, Quận Goodhue, Minnesota
Xã Florence (tiếng Anh: Florence Township) là một xã thuộc quận Goodhue, tiểu bang Minnesota, Hoa Kỳ. Năm 2010, dân số của xã này là 1.581 người.